# Mon Rivera
 (mai 2020).
Si vous disposez d'ouvrages ou d'articles de référence ou si vous connaissez des sites web de qualité traitant du thème abordé ici, merci de compléter l'article en donnant les références utiles à sa vérifiabilité et en les liant à la section « Notes et références ».
Pour les articles homonymes, voir Rivera.
Mon Rivera (né Efraín Rivera Castillo en 1899 et mort en 1978) est un tromboniste (mais aussi multi-instrumentiste) et compositeur portoricain, qu'il a hérité de son père, Monserrate Rivera Alers. Tous deux sont nés à Mayagüez.

## Biographie
Mon Rivera (fils) était aussi un excellent joueur de güiro (Tite Curet Alonso considérait qu'il surpassait même lé génial "Toribio" (Patricio Rijos) qui jouait dans l'orchestre de "Don Felo" (Felipe Rosario Goyco)).
À ses débuts, il était surnommé "Moncito" ce qui évitait la confusion avec le surnom de son père.
Son fils Javier Rivera est percussionniste.

## Mon Rivera père
Surnommé à ses débuts Rate (MonserRATE), il signait souvent ses compositions du nom de Ramón.
Il a composé et chanté de nombreuses plenas, dont "Askarakatiskis" (ou "Karacatis Ki"), "El Gallo Espuelérico" (chanson humoristique au sujet d'un coq mort dans un combat et mangé avec une soupe de riz), et "Aló, ¿Quién Ñama" (aka "Qué Será"), une chanson au sujet d'une grève.
Vers la fin de sa carrière, il adopte une façon originale de chanter, proche du "scat". Son fils l'adoptera aussi et lui donnera le nom de "trabalengua" (virelangue). Ce dernier sera surnommé "El Rey del Trabalengua".
Il a eu 12 enfants avec ses deux femmes (il s'était remarié une deuxième fois quelques années après le décès de sa première femme), dont 4 sont devenus musiciens (dont Efraín (qu'il a eu avec sa première femme), qui prendra à son tour le nom de "Mon Rivera").

## Mon Rivera fils
De 1943 à 1945 il joue au baseball au poste d'arrêt-court dans l'équipe Los Indios de Mayagüez.
Avec Germán Vélez (dont le fils Wilkins Velez, un chanteur à succès), il forme le duo Huasteco qui deviendra un trio avec le renfort de Santos Colon. Gilbert Mamery les invite à se produire au Théâtre San José de Mayagüez.
Il joue ensuite avec Juan Ramón Delgado alias "Moncho Leña" et William Manzano; Parmi les morceaux qu'il jouent, ils reprennent des chansons de Mon Rivera (père) réarrangées pour orchestres, dont "Aló, ¿Quién Ñama?", qui est un de leurs succès dans les années 1950.
Mon Rivera (fils) compose lui aussi "La Plena de Rafael Martinez Nadal"  en hommage à ce juriste, ou "Carbón de Palito" au sujet des vendeurs de charbon, ou joue des reprises telles que "El Bombón de Elena" de Rafael Cortijo.
Il suit Moncho Leña à New York en 1953 et joue au Palladium Ballroom où sa version d'Hava Nagila arrangée en plena remporte le succès. 
En 1962 il forme son propre groupe, qui jouent des plenas qui finissent en salsa ou des morceaux qui fusionnent la plena avec la pachanga, le boogaloo ou le merengue, comme par exemple "Qué gente averiguá'" où il se moque de ceux qui critiquent son look. 
Il s'aventure aussi dans le latin jazz et compose un des standards du genre, "Lluvia con Nieve", qu'il enregistre en 1964 avec(entre autres) les deux frères Charlie et Eddie Palmieri au piano, Barry Rogers, Mark Weinstein et Manolín Pazo aux trombones, Kako Bastar aux percussions.
Il sombre ensuite dans l'alcool et la drogue et fait un séjour en prison.
En 1975, le tromboniste de Willie Colón (qui a eu l'idée d'utiliser plusieurs trombones dans la salsa en s'inspirant de l'orchestre de Mon Rivera), lui rend visite au centre de désintoxication pour drogués, Hogar Crea.
Ensemble ils enregistrent "Se Chavó El Vecindario (There Goes The Neighborhood)" sur le label Fania Records, dont deux chansons sont chantées par Héctor Lavoe et les autres par Rubén Blades. Parmi les succès de l'album, "Ya Llegó" (chanson de Felito Felix librement inspirée de la vie de Mon Rivera), "Julia Lee", chanson sur une terreur d'un quartier portoricain, et le medley de chansons de son père "Qué Será / Askarakatiskis".
Mon Rivera (fils) est décédé le 12 mars 1978 à Manhattan d'une crise cardiaque.
Il a été enterré à Mayagüez et une foule record a assisté à l'enterrement (ce record sera battu à l'enterrement du maire de la ville, Benjamin Colen en 1993).
Après sa mort Fania Records réédite  "Se Chavó" avec des inédits ainsi qu'un album posthume "Forever", produit par Johnny Pacheco sur lequel figure "Se Dice Gracias" (aka "¡Bravo, Mon!").

## Hommages
- En 1976, la chanson dominicaine "Cuchú Cuchá" lui rend hommage. Elle sera reprise par le groupe de merengue Jossie Esteban y Patrulla 15.
- Celia Cruz a repris avec succès sa plena "A Papá Cuando Venga" en version bomba avec Willie Colón.
- Sa façon de chanter ("trabalengua") a été adoptée par Rubén Blades sur "El Telefonito" (de l'album Canciones del Solar de los Aburridos avec Willie Colón en 1981, en référence en "Aló ¿Quien Ñama?") et par Héctor Lavoe ("Mi Gente", chanson de Johnny Pacheco de 1973).

## Discographie
- À Night At The Palladium with Moncho Leña, 1956
- A Night At The Palladium with Moncho Leña, 1956
- Que Gente Averigüá, 1963 (réédité sous le titre "Mon y Sus Trombones" en 1976)
- Karakatis-Ki
- Dolores, 1963
- Mon Rivera y Su Orquesta, vol. 1
- Kijis Konar
- Mon Rivera y Su Orquesta, vol. 2
- Mon Rivera y Su Orquesta, vol. 3
- Se Chavó El Vecindario / There Goes the Neighborhood, 1975 (réédité en version remasterisé en mai 2007)
- Forever (album posthume), 1978